# Krugerrand
| Krugerrand          | Krugerrand      |
| ------------------- | --------------- |
| Metall:             | 91,67 % Au      |
| Rand:               | geriffelt       |
| Prägejahre:         | 1967 bis heute  |
| Vorderseite         |                 |
|                     |                 |
| Motiv:              | Paul Kruger     |
| Entwerfer:          | Otto Schultz    |
| Datum des Entwurfs: | 1892            |
| Rückseite           |                 |
|                     |                 |
| Motiv:              | Springbock      |
| Entwerfer:          | Coert Steynberg |
| Datum des Entwurfs: | 1967            |

Der Krugerrand ist eine Anlagemünze und Kurantmünze, die in Gold, seit 2017 auch in Silber oder Platin, geprägt wird. Im deutschen Sprachraum sind die Schreibweise Krügerrand und die entsprechende Aussprache üblich.

## Etymologie
Die Münzen der Transvaal-Republik wurden vor 1892 in Berlin von dem deutschen Münzmeister Otto Schultz an der Kaiserlichen Münze in Berlin entworfen und zeigten den Präsidenten der Südafrikanischen Republik und Gründer des Kruger-Nationalparks Paul Kruger. Der Krugerrand verwendet das Abbild der originalen Paul-Kruger-Büste von Otto Schultz und ist nach dem seit 1961 gesetzlichen Zahlungsmittel Südafrikas, dem Rand, benannt.

## Zahlungsmittel
Formal ist er nach der südafrikanischen Notenbankverordnung ein offizielles Zahlungsmittel in Südafrika, obwohl er nicht als Bargeld gedacht ist und praktisch nicht als solches genutzt wird. Er ist somit von der Mehrwertsteuer befreit. Im Gegensatz zu den meisten Münzen trägt der Krugerrand keinen aufgeprägten Nennwert, dieser wird stattdessen an jedem Werktag von offizieller Seite im Bezug zum Marktpreis des Goldgehaltes neu festgesetzt. Im Gegensatz dazu stehen die anlässlich des 50. Jubiläums erstmals herausgegebenen Silber- und Platinvarianten: Sie tragen einen Nennwert von 1 bzw. 10 Rand.

## Beschreibung
Die Vorderseite aller Krugerrand-Münzen zeigt ein Porträt von Paul Kruger und die Schriftzüge SUID-AFRIKA und SOUTH AFRICA. Auf der Rückseite ist das Nationaltier von Südafrika, eine Springbock-Antilope, abgebildet, in geteilter Schreibweise befindet sich links und rechts davon die Angabe des jeweiligen Prägejahres, im oberen Teil ist das Bild umrahmt von dem Schriftzug KRUGERRAND und unten mit FYNGOUD 1 OZ FINE GOLD bzw. FYNSILWER 1 OZ FINE SILVER R1. Lediglich bei der Platinausführung weicht der Schriftzug mit 1 OZ PLATINUM R10 ab.
Der Feingehalt der seit 1967 geprägten und allgemein als erste moderne Gold-Anlagemünzen betrachteten Stücke ist 916,7/1000 und das Feingewicht je nach Stückelung 50, 5, 2, 1, ½, ¼, 1⁄10, 1⁄20 oder 1⁄50 Feinunze. Tatsächlich wiegt eine Krügerrand-Münze jeweils mehr als das Feingewicht – das höhere Raugewicht ergibt sich durch die Legierung mit einem Anteil Kupfer zur Erhöhung der Kratzfestigkeit, was der Grund für den rötlich-goldenen Farbton der Münze ist. Die Stückelungen unterhalb einer Unze bis einschließlich der 1/10 Unze werden erst seit 1980 hergestellt. 2017 kamen die Stückelungen 50, 5, 1/20 und 1/50 Unzen dazu, 2018 die Stückelung 2 Unzen.
Die ebenfalls erstmals 2017 herausgegebene Platinmünze weist einen Feingehalt von 999,9/1000 (Auflage: 2.017 Exemplare) und das Silber-Pendant (Auflage: 1 Mio. Exemplare) einen Feingehalt von 999/1000 auf.
| Edelmetall | Größe     | Durchmesser | Dicke    | Gewicht   | Feingewicht            | Materialwert Stand 14. Juli 2024 (€)1 | Prägejahre |
| ---------- | --------- | ----------- | -------- | --------- | ---------------------- | ------------------------------------- | ---------- |
| Gold       | 1⁄50 Unze | 8,00 mm     | –        | 0,679 g   | 1/50 oz. tr. = 0,622 g | 44                                    | ab 2017    |
| Gold       | 1⁄20 Unze | 12,00 mm    | –        | 1,696 g   | 1/20 oz. tr. = 1,555 g | 110                                   | ab 2017    |
| Gold       | 1⁄10 Unze | 16,50 mm    | 1,35 mm  | 3,393 g   | 1/10 oz. tr. = 3,110 g | 221                                   | ab 1980    |
| Gold       | ¼ Unze    | 22,06 mm    | 1,888 mm | 8,482 g   | 1/4 oz. tr. = 7,776 g  | 552                                   | ab 1980    |
| Gold       | ½ Unze    | 27,07 mm    | 2,215 mm | 16,965 g  | 1/2 oz. tr. = 15,552 g | 1105                                  | ab 1980    |
| Gold       | 1 Unze    | 32,63 mm    | 2,67 mm  | 33,93 g   | 1 oz. tr. = 31,103 g   | 2210                                  | ab 1967    |
| Gold       | 2 Unzen   | 40,00 mm    | –        | 67,86 g   | 2 oz. tr. = 62,206 g   | 4421                                  | ab 2018    |
| Gold       | 5 Unzen   | 50,00 mm    | –        | 169,65 g  | 5 oz. tr. = 155,515 g  | 11054                                 | ab 2017    |
| Gold       | 50 Unzen  | 100,00 mm   | –        | 1696,50 g | 50 oz. tr. = 1555,15 g | 110542                                | ab 2017    |
| Silber     | 1 Unze    | 38,725 mm   | 3,14 mm  | 31,107 g  | 1 oz. tr. = 31,103 g   | 28,23                                 | ab 2017    |
| Platin     | 1 Unze    | 32,69 mm    | –        | 31,107 g  | 1 oz. tr. = 31,103 g   | 920,01                                | ab 2017    |

1 Der Materialwert entspricht hier nur dem Materialwert des jeweiligen Edelmetalls (Gold, Silber, Platin). Bei den Goldmünzen beträgt der Materialwert des verwendeten Kupfers pro Krügerrand (1 Unze) nur 2,5 Cent (basierend auf einem Kupferpreis von 8867 € pro Tonne). Die in der obenliegenden Tabelle aufgeführten Preise gelten bei einem Goldpreis von 71,08 € pro Gramm bzw. 2210,85 € pro Feinunze, einem Silberpreis von 0,9 € pro Gramm bzw. 28,23 € pro Feinunze und einem Platinpreis von 29,58 € pro Gramm bzw. 920,01 € pro Feinunze (Stand: 14. Juli 2024).

## Geschichte und Auflagenstärke
Am 3. Juli 1967 wurde der erste 1 oz Gold-Krugerrand von Nico Diedricks durch die Rand Refinery mit Sitz in Germiston geprägt und es wurden 40.000 Münzen in normaler und 10.000 Stück in polierter Platte (Proof, PP) geprägt. In den Jahren zuvor war der Goldpreis durch die Vereinigten Staaten bei 35 US-Dollar/Feinunze eingefroren gewesen. Gold wurde quasi nicht zum freien Marktwert gehandelt und erst ab 1967 wurde Gold wieder frei gehandelt.
In den ersten drei Prägejahren (von 1967 bis 1969) lag die Gesamtauflage bei 30.000 bis 50.000 Unzen jährlich. Danach vervielfachte sich die Produktion: 1970 wurden 211.018 Münzen und 1974 über 3,2 Millionen Exemplare produziert. Die Stückelungen unterhalb einer Unze wurden 1980 eingeführt. In dem von der Ölkrise gezeichneten Jahrzehnt zwischen 1974 und 1984 betrugen die Produktionszahlen zwischen zwei und sechs Millionen Stück.
1986 beschlossen die Europäischen Gemeinschaften und die Vereinigten Staaten (schon im Jahr 1985) aufgrund der andauernden Apartheid eine Sanktion. Dies führte zum Einfuhrverbot des Krugerrands, woraufhin die Auflage der Münze einbrach. Die Tiefststände wurden 1995 mit 8285 Ein-Unzen-Stücken und 1998 mit einer Jahresgesamtproduktion aller Stückelungen von 23.277 Feinunzen erreicht. Handel und Besitz dieser Münzen wurden nie verboten. Banken boten jedoch aufgrund von Verunsicherung und Falschinformation den Tausch der Münzen in gleichwertige Maple Leafs an. In der Folge wurden viele Krugerrand-Münzen eingeschmolzen und es kam zu einem Preisabschlag der Münze.
1999 wurde das Einfuhrverbot aufgehoben, die Auflage wächst seitdem wieder an, an die alten Auflagezahlen hat sie bis jetzt jedoch nicht Anschluss gefunden.
Heute hat der Krugerrand den größten Marktanteil unter den Bullionmünzen aus Gold. Dies ist vor allem darauf zurückzuführen, dass er mit etwa fünf Prozent einen verhältnismäßig geringen Aufpreis auf den an den Edelmetallbörsen festgelegten Kassakurs hat. Die Auflagen kurz vor der Jahrtausendwende waren dennoch relativ gering, so dass inzwischen auch einzelne Bullionjahrgänge über Sammleraufpreise verfügen (z. B. 1998, 1999 etc.).
Zum 50. Jubiläum des Krugerrands 2017 erfolgte die Ausweitung des Angebots um die Feingewichtseinheiten von 50, 5, 1/20 und 1/50 Feinunzen sowie um jeweils 1 Feinunze Silber und Platin. Die Auflage der 50-Unzen-Münze ist auf 50 Stück weltweit limitiert und hat ein Feingewicht von 1,55 Kilogramm (1,68 kg Rohgewicht). Der Preis lag – je nach Händler – bei ca. 140.000 €.

## Herstellung
Die Münze wird in der Rand Refinery in Germiston geprägt, wenige Kilometer südlich von Johannesburg. Unter strengen Sicherheitsauflagen wird das per Hubschrauber eingeflogene, bereits zu 80 Prozent reine Edelmetall geschmolzen und geschieden.